# Puškinskie Gory
Puškinskie Gory (in russo Пушкинские Горы?) è un insediamento di tipo urbano della Russia europea nordoccidentale, situato nell'oblast' di Pskov; appartiene amministrativamente al rajon Puškinogorskij, del quale è il capoluogo.
Si trova nella parte centrale della oblast', a breve distanza dal corso del fiume Velikaja e del suo affluente Sorot', al margine settentrionale delle alture di Bežanicy.

## Michailovskoe
È noto per la presenza della località di Michailovskoe, dove trascorse il proprio esilio Aleksandr Sergeevič Puškin, da cui la località prende il nome nel 1925, anno fino al quale si era chiamata Tobolenec (in russo Тоболенец?).